# Estación de San Esteban del Sil
San Esteban del Sil (en gallego, y oficialmente según Adif, Santo Estevo do Sil) es una estación ferroviaria situada en la localidad de Estación, en el municipio español de Pantón, en la provincia de Lugo. Cuenta con servicios de Media Distancia operados por Renfe.

## Situación ferroviaria
La estación se encuentra en el punto kilométrico 19,488 de la línea férrea de ancho ibérico que une Monforte de Lemos con Redondela a 154 metros de altitud, entre las estaciones de Areas y San Pedro del Sil. El tramo es de vía única y está electrificado.

## Historia
La estación fue inaugurada el 1 de diciembre de 1884 con la aperta del tramo Monforte de Lemos-Orense de la línea que unía Vigo con Monforte de Lemos. Su explotación inicial quedó a cargo de la Compañía del Ferrocarril de Medina a Zamora y de Orense a Vigo. Dicha gestión se mantuvo hasta 1928 cuando fue absorbida por la Compañía Nacional de los Ferrocarriles del Oeste de España, compañía pública creada para gestionar varios trazados, en general deficitarios, del oeste del país. En 1941, Oeste fue unas las empresas que se integró en la recién creada RENFE.
Desde el 31 de diciembre de 2004 Renfe Operadora explota la línea mientras que Adif es la titular de las instalaciones ferroviarias.
Entre noviembre de 2022 y noviembre de 2024 estuvo cortada la circulación entre Orense y Monforte de Lemos debido a las obras de modernización de la línea para la llegada de trenes de alta velocidad. Los servicios de la estación de San Esteban del Sil se realizaban en taxi.

## La estación
La estación se encuentra en la localidad de Estación, en la parroquia de Frontón, municipio de Pantón. El edificio para viajeros es de base rectangular y dos alturas. La estación dispone de dos vías y dos andenes, uno lateral y otro central entre las dos vías. Los cambios de andén se realizan a nivel.

## Servicios ferroviarios

### Media Distancia
Los trenes de Media Distancia de Renfe cubren el trayecto entre Vigo y Ponferrada en un sentido y entre Ponferrada y Orense en el otro, y tienen una frecuencia de un tren diario por sentido. 
| Línea MD | Servicio        | Origen/Destino | Paradas intermedias | Destino/Origen |
| -------- | --------------- | -------------- | --- | -------------- |
| 6        | Regional Exprés | Vigo-Guixar    | Redondela · Porriño · Guillarey · Caldelas · Salvatierra · Las Nieves · Sela · Arbo · Pousa-Creciente · Frieira · Filgueira · Ribadavia · Orense · Barra de Miño · Peares · San Pedro del Sil · San Esteban del Sil · Areas · Canabal · Monforte de Lemos · Puebla de Brollón · San Clodio-Quiroga · Montefurado · La Rúa-Petín · Villamartín de Valdeorras · El Barco de Valdeorras · Sobradelo · Quereño · Covas · Toral de los Vados · Villadepalos | Ponferrada     |
| 6        | Regional Exprés | Ponferrada     | Villadepalos · Toral de los Vados · Covas · Quereño · Sobradelo · El Barco de Valdeorras · Villamartín de Valdeorras · La Rúa-Petín · Montefurado · San Clodio-Quiroga · Monforte de Lemos · Canabal · Areas · San Esteban del Sil · San Pedro del Sil · Peares · Barra de Miño | Orense         |